# Seznam lotyšských minolovek

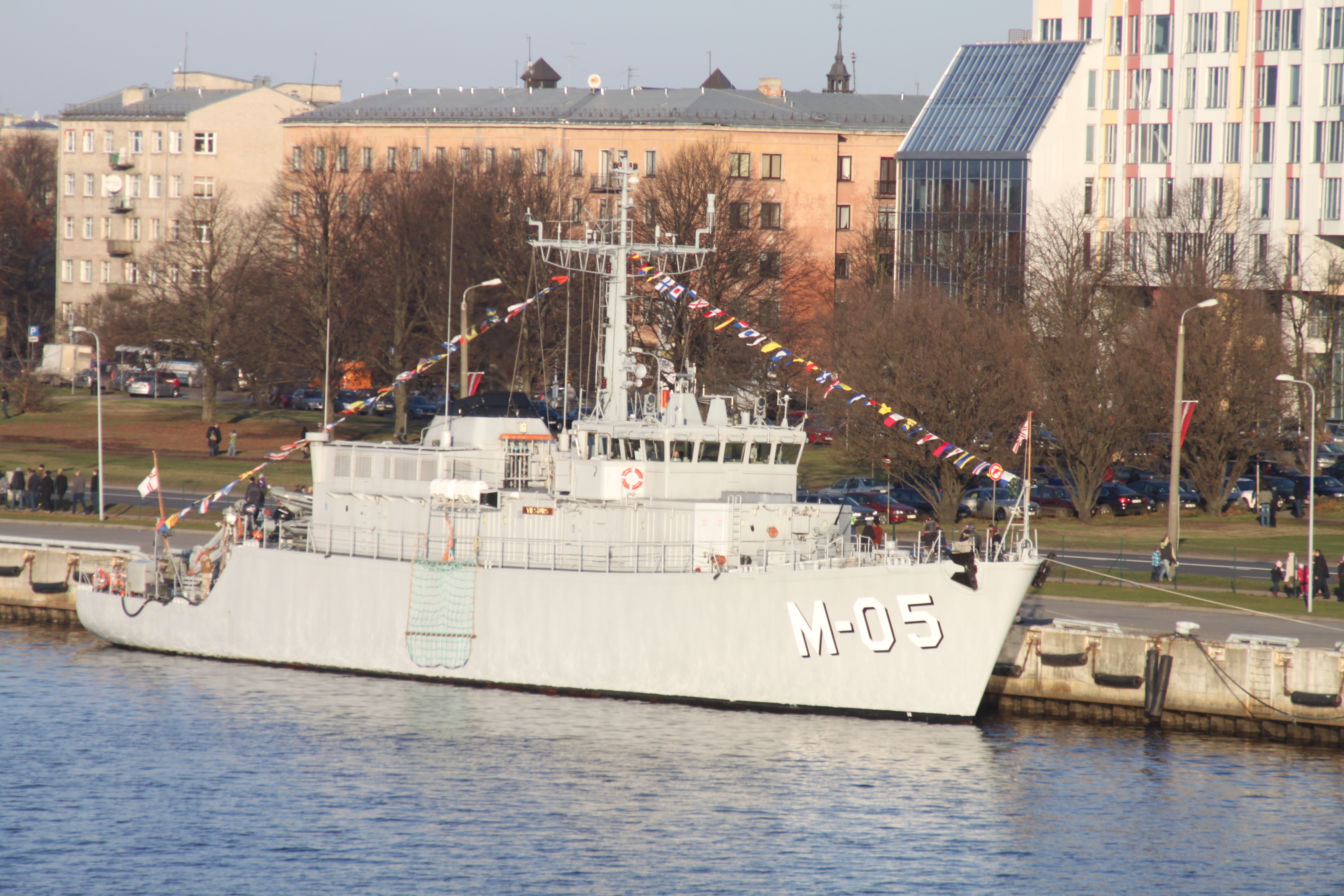
Viesturs (M05)

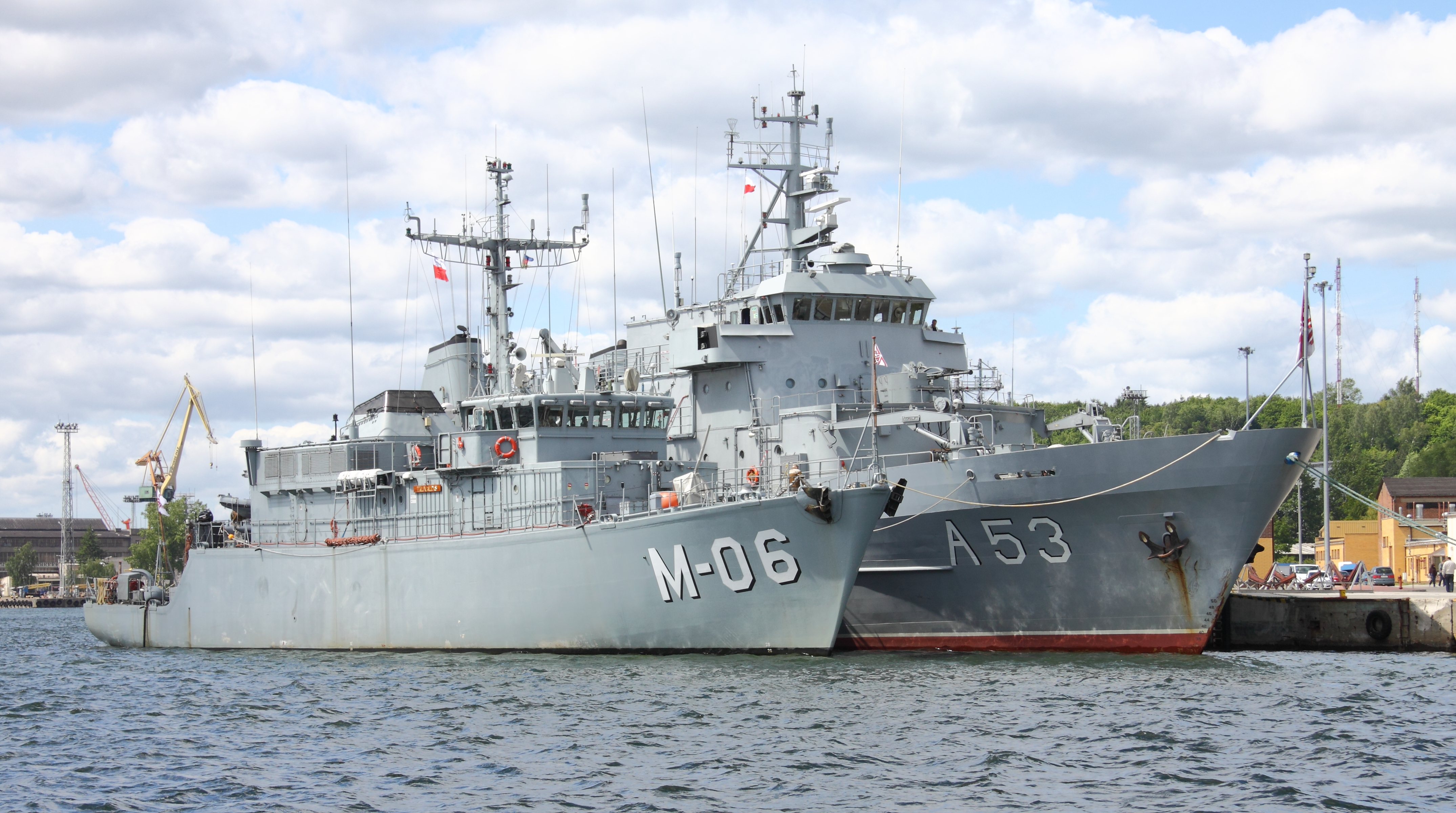
Tālivaldis (M06) vlevo

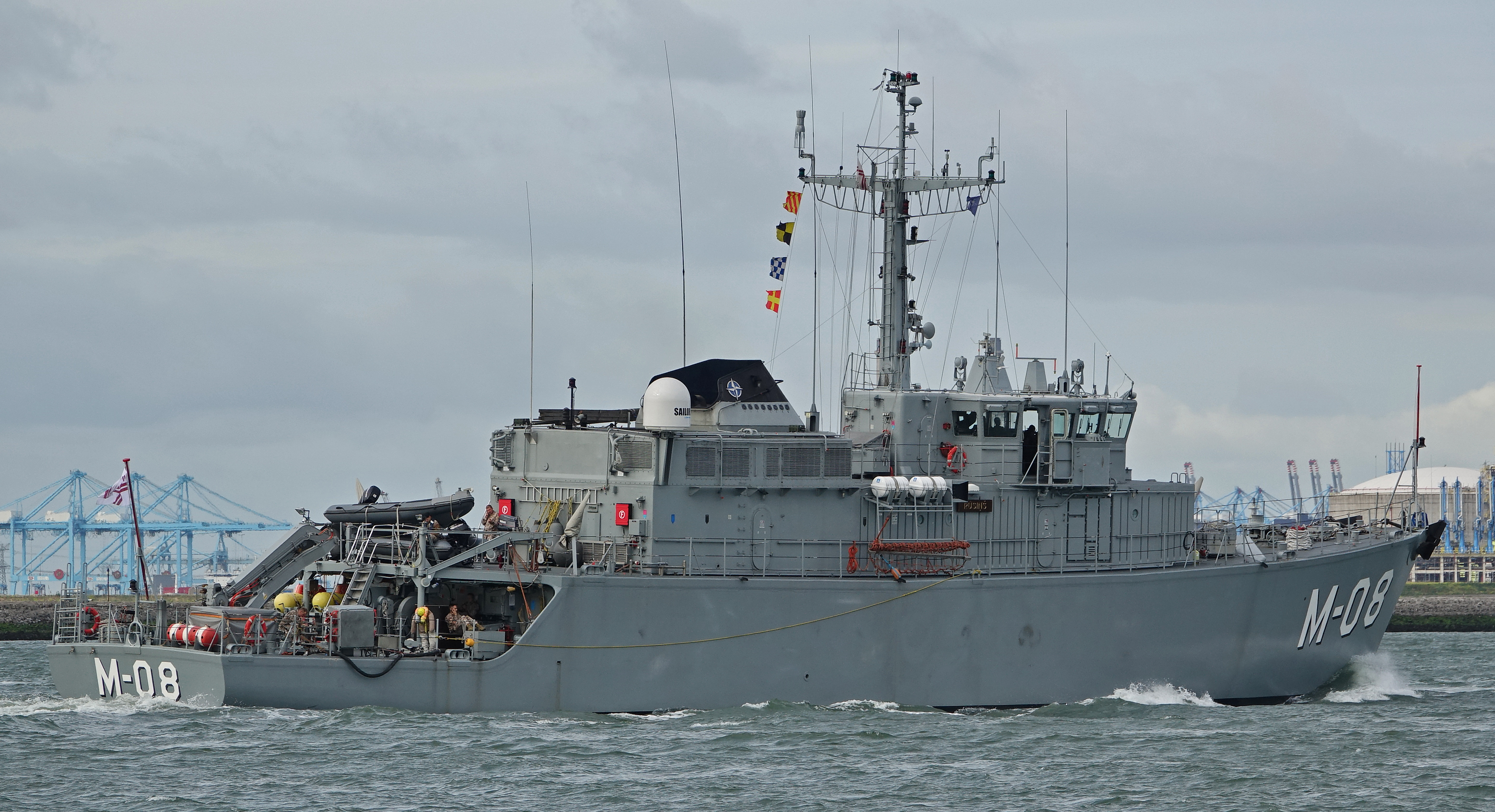
Rūsiņš (M08)

Seznam lotyšských minolovek obsahuje všechny minolovky, které sloužily nebo slouží u Lotyšského námořnictva.

## Seznam lodí

### TřídaTripartite
- Imanta (M04)
- Viesturs (M05)
- Tālivaldis (M06)
- Visvaldis (M07)
- Rūsiņš (M08)